# Eremotylus divisor
Eremotylus divisor là một loài tò vò trong họ Ichneumonidae.